# Erich Kürschner (Puppenspieler)
Erich Kürschner (* 21. März 1911 in Roßwein, Sachsen; † 19. Juli 1977 in Essen) war ein deutscher Puppenspieler.

## Leben
Es ist nicht viel bekannt und noch weniger publiziert über diesen Puppenspieler, obwohl sein künstlerisches Schaffen einen wesentlichen Beitrag zum Erscheinungsbild des heutigen Kasperspiels geleistet hat.
Von seinem ersten Ausbildungsberuf her war Kürschner Drogist. Als 19-Jähriger reiste Kürschner ins sächsische Städtchen Hohnstein, wo der Puppenspieler Max Jacob auf der Jugendburg ein Puppentheater leitete, das in den folgenden Jahren und Jahrzehnten zum Inbegriff der Puppenspielskunst in aller Welt wurde. Kürschner hatte Jacob bereits bei einem Gastspiel in Döbeln kennengelernt und später zu einem Bewerbungsgespräch in Leipzig getroffen. Kürschner fand das Gefallen des aufstrebenden Max Jacob und wurde in die Kasperfamilie, wie sich die um Jacob gebildete Schar aus Puppenspielern, Holzschnitzern und Kostümbildnerinnen nannte, aufgenommen. Jacob bildete Kürschner als Puppenspieler aus und schickte ihn mit der Hohnsteiner „Tochterbühne“ unter Leitung von Hans Wickert zu Gastspielen übers Land. Wickert starb im Zweiten Weltkrieg, wodurch diese Bühne wieder erlosch.
Der Erfolg der Hohnsteiner Puppenspiele nahm in den nächsten Jahren ein derartiges Ausmaß an, dass mehrere weitere Spielgruppen gegründet werden konnten. Zunächst leitete der Hamburger Puppenspieler Friedrich Arndt eine solche Spielgruppe, zu der auch Erich Kürschner gehörte, später übernahm auch der Essener Harald Schwarz eine Bühne.
Als nunmehr erfahrenem und ausgereiftem Puppenspieler wurde Kürschner im Oktober 1962 die Leitung eines eigenen Reisetheaters anvertraut. Gemeinsam mit seinem Mitarbeiter Helmut Althoff spielte er ausschließlich für Kinder im Kindergarten- und Grundschulalter und bediente sich dabei stets Handpuppen im traditionellen Hohnsteiner Schnitzstil (Holzbildhauer waren vor allem Theo Eggink und Till de Kock), während sich die beiden anderen Spielgruppen unter Friedrich Arndt und Harald Schwarz – Max Jacob hatte sich inzwischen zur Ruhe gesetzt – auch an ein erwachsenes Publikum wandten und in zunehmendem Maße vom herkömmlichen Stil der Hohnsteiner Inszenierungen Abstand nahmen.
Zunächst organisierte die Bühne Erich Kürschner ihre Auftritte von der Stadt Enger (Kreis Herford) aus und ging von dort aus auf ihre Gastspielreisen. Später übersiedelte Kürschner nach Essen, wo auch Harald Schwarz ansässig war. Die Gastspielreisen führten Kürschner bis nach Südamerika. In einer eher bescheidenen Wohnung in der Holsterhauser Straße 23 wohnte der Künstler bis zu seinem Tode.

## Ottilie Kürschner und dieHohnsteiner Werkstatt
Erich Kürschner war seit dem 21. Dezember 1946 mit Ottilie Würster verheiratet, deren Verdienst es ist, bis zu ihrem Tod in den 1980er Jahren tausende von fantasievollen Puppenkostümen entworfen und gemeinsam mit ihrer Mitarbeiterin Irma Priese angefertigt zu haben. Die Hohnsteiner Werkstatt Ottilie Kürschner arbeitete sowohl für die Hohnsteiner Bühnen selbst, bekleidete aber auch Figuren, die für andere Puppentheater angefertigt oder als Standardtypen an Schulen und Kindergärten verkauft wurden. Außerdem zeichnete sie für eine Vielzahl von Tier- und Klappmaulfiguren verantwortlich, die bis heute die Bühnen zahlreicher Puppenspieler bevölkern.
Da Erich Kürschner im Gegensatz zu Max Jacob und Friedrich Arndt praktisch keine schriftlichen Veröffentlichungen oder Hörspiele hinterlassen hat, sind es vor allem die berühmt gewordenen Werkstatt-Einnäher seiner Frau, die den Namen Kürschner bis heute in Kreisen von Puppenspiel-Liebhabern in der Erinnerung fortleben lassen.
Erich und Ottilie Kürschners Sohn Michael leitete nach dem Tod der Eltern die Hohnsteiner Werkstatt unter dem Namen seiner Mutter weiter und starb selbst im Januar 2006 mit nur 51 Jahren.